# 오스트레일리아 국립해양박물관

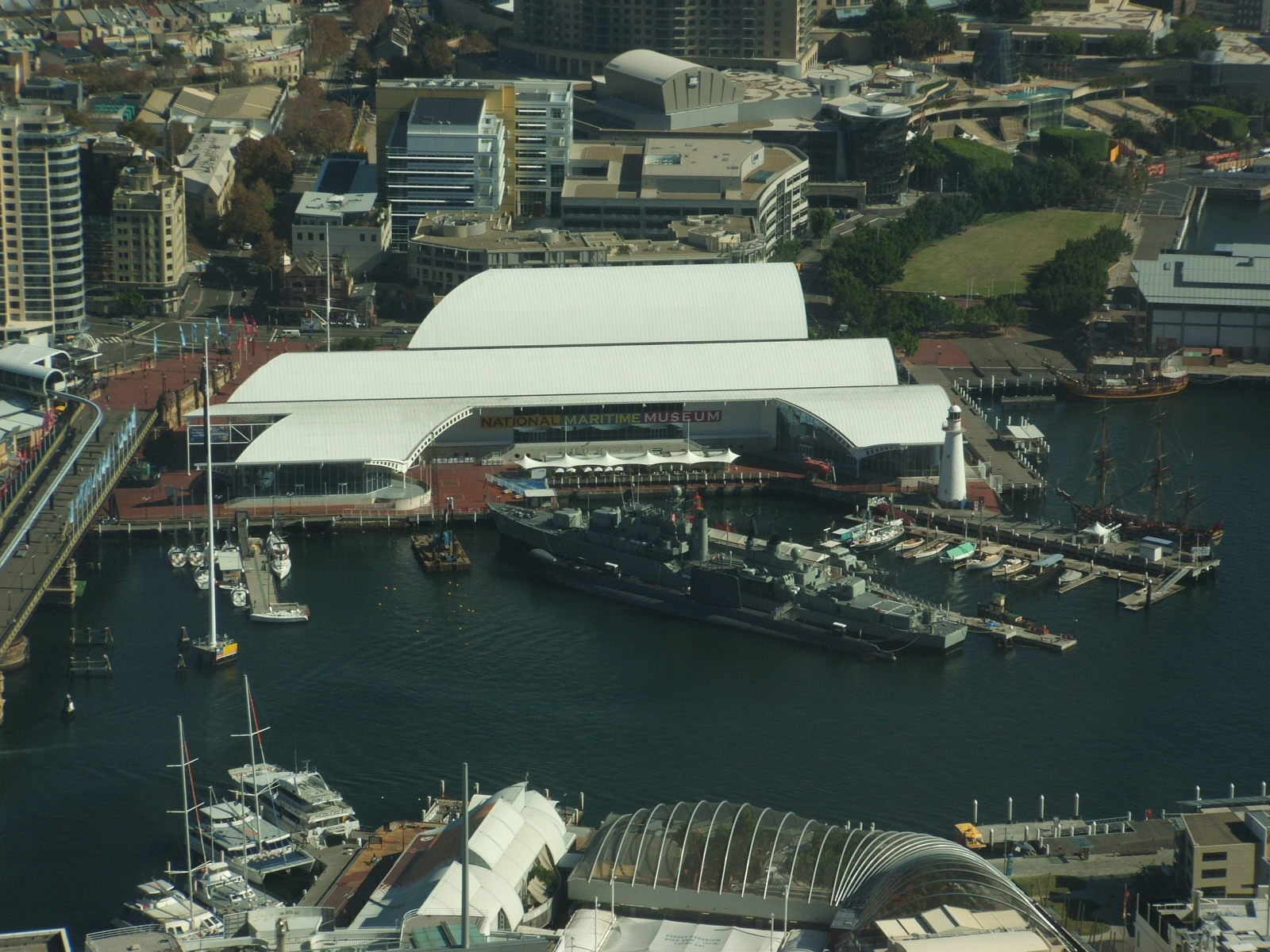
오스트레일리아 국립해양박물관

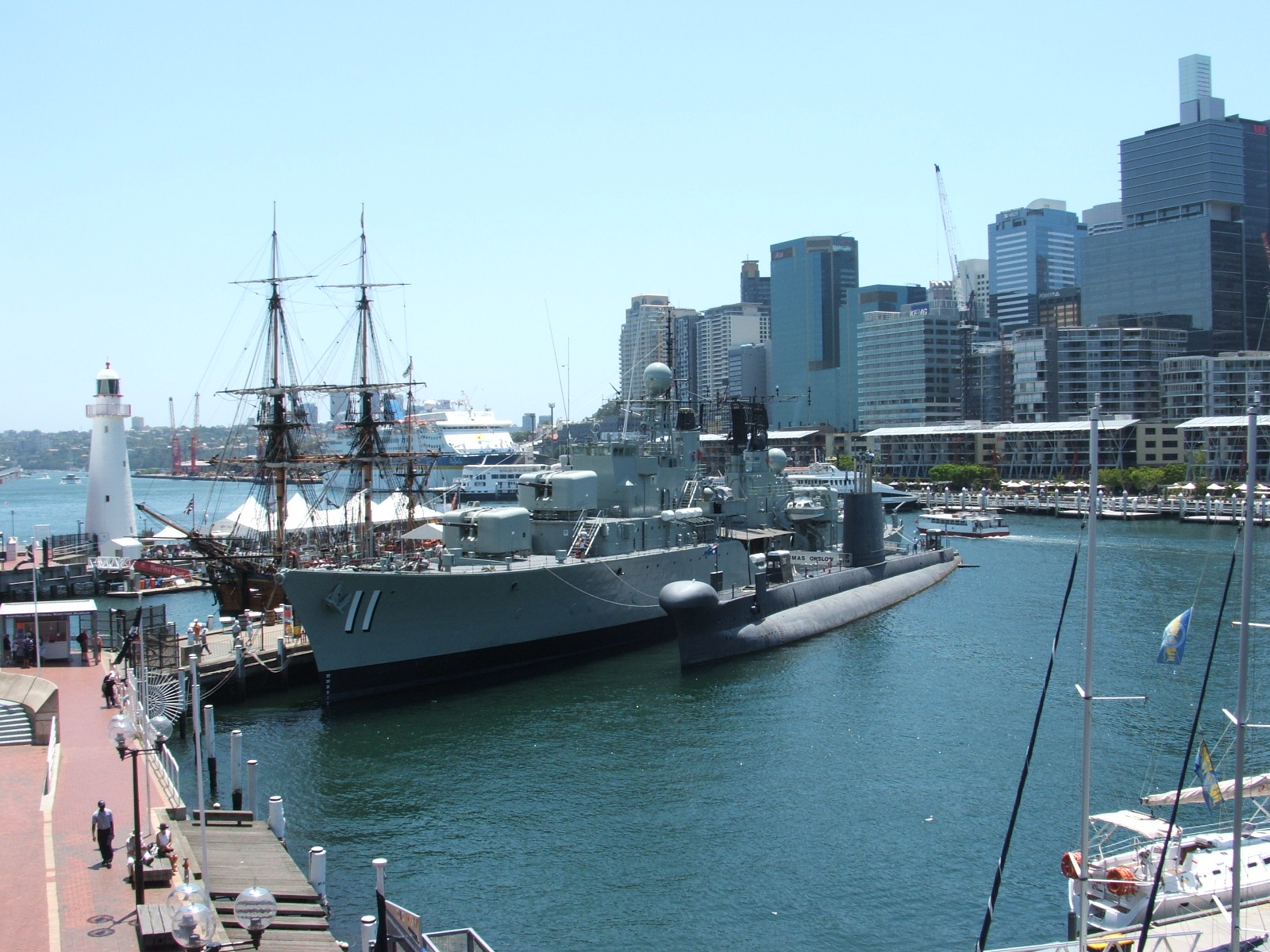
외부 선착장

오스트레일리아 국립해양박물관(Australian National Maritime Museum, 줄임말 ANMM)은 오스트레일리아 뉴사우스웨일스주 시드니 달링 하버 지역에 위치한 오스트레일리아 국립해양박물관이다.

## 전시품
오스트레일리아 국립해양박물관의 주요 전시품은 다음과 같다.

### 외부 선착장
- 1920년대에 사용하던 선박 - Krait
- 2차 세계 대전 당시 특수 부대 코만도 Z가 사용하던 레이다 (앤잭 전쟁 기념관으로부터 임대)
- 무인 등대선 - Carpentaria (1917년)
- 오스트레일리아 해군 함정 - HMAS Vampire (1956년)
- 오스트레일리아 해군 잠수함 - HMAS Onslow (1968년)
- 오스트레일리아 해군 순시선 - HMAS Advance (1968년)

등이 전시되어 있다.